# Lanfeust de Troy (jeu vidéo)
Pour la série de bande dessinée dont ce jeu vidéo est inspiré, voir Lanfeust de Troy.
Lanfeust de Troy est un jeu vidéo d'action-aventure développé par Tate Interactive et édité par Atari SA, sorti en 2007 sur Nintendo DS et PlayStation Portable.
Il est basé sur la bande dessinée Lanfeust de Troy.